# Peter
Peter je moško osebno ime.

## Izvor imena
Ime Peter izhaja iz latinskega imena Petrus. Le to pa izhaja  iz latinske in grške besede petra v pomenu besede »skala«, prevedeno iz aramejskega imena Kefa, ki tudi pomeni »skala«.

## Različice imena
- moške oblike imena: Pera, Perica, Perko, Pero, Petar, Petček, Petja, Petjan, Petko, Petre
- ženska oblika imena: Petra

## Tuje jezikovne oblike imena
- pri Angležih in angleško govorečih narodih: Peter, Pete, Peterkin?, Perry
- pri Nemcih, Skandinavcih in Slovakih: Peter
- pri Francozih: Pierre
- pri Italijanih: Pietro, Piero
- pri Špancih in Portugalcih: Pedro
- pri Hrvatih in Srbih: Petar
- pri Bolgarih in Makedoncih: Петър/ар (Petăr)
- pri Čehih: Petr
- pri Skandinavcih (Švedih, tudi Dancih in Norvežanih): Ped/er, Peer
- pri Norvežanih (tudi Švedih, Dancih): Petter, Per, Peer
- pri Fincih: Pekka
- pri Nizozemcih: Pieter, Piet
- pri Flamcih/Nizozemcih, Alzačanih/Nemcih, tudi Fincih: Petri, Petris
- pri Estoncih, Flamcih in Nizozemcih: Peeter
- pri Latvijcih: Pēteris
- pri Poljakih: Piotr
- pri Rusih in Belorusih: Пётр (Pjotr)
- pri Ukrajincih: Петро (Petró)
- pri Romunih: Petre
- pri Grkih in vzhodnih Armencih: Petrós
- pri Albancih: Petrit, Petro
- pri zahodnih Armencih: Bedros
- pri Arabcih/Koptih: Butros

## Priimki nastali iz imena
Iz imena Peter in njegovih različic je nastalo mnogo slovenskih priimkov. Bolj znani so: Pere, Perko, Peterle, Peterlin, Petre, Petrič, Petrin, Petršič, Petrovič.

## Pogostost imena
Po podatkih Statističnega urada Republike Slovenije je bilo na dan 31. decembra 2007 v Sloveniji število moških oseb z imenom Peter: 13.146. Med vsemi moškimi imeni pa je ime Peter po pogostosti uporabe uvrščeno na 10. mesto.

## Osebni praznik
Peter je ime mnogih svetnikov, vsega skupaj okrog 127. V Sloveniji je v  katoliškem koledarju ime Peter zapisano devetnajstkrat. Poleg Petra na te dneve godujejo tudi različice imen, ki izhajajo iz imena Peter. Pregled godovnih dni po novem bogoslužnem koledarju v katerih goduje Peter.
- 9. januar, Peter Armenski, škof († 9. jan. 391)
- 10. januar, Peter Orselo, redovnik († 10. jan. 987)
- 28. januar, Peter Nolasko, redovni ustanovitelj († 24. dec. 1256).
- 21. februar, Peter Damiani, cerkveni učitelj († 22. feb. 1072)
- 22. februar, sedež sv. Petra
- 12. marec, Peter iz Nikomedije
- 15. april, Peter Gonzales, redovnik
- 28. april, Peter Chanel, polinezijski mučenec († 28. apr. 1841)
- 29. april, Peter Veronski, mučenec († 29. apr. 1252)
- 13. maj, Peter Regalti, redovnik
- 2. junij, mučenec  († 2. jun. okoli leta 307)
- 29. junij, apostol Peter
- 30. julij, Peter Krizolog, škof in cerkveni učitelj († 30. jul. okoli leta 451)
- 3. avgust, redovni ustanovitelj († 3. avg. 1868)
- 9. avgust, Peter Faber, redovnik († 9. avg. 1546)
- 9. september, Peter Klever, redovnik († 9. sep. 1654)
- 19. oktober, Peter Alkantarski, redovni ustanovitelj († 19. okt. 1562)
- 9. december, Peter Fourier, redovnik († 9. dec. 1640)
- 21. december, Peter Kanizij, redovnik († 21. dec. 1597)

## Zanimivosti
- V Sloveniji  je 63 cerkva sv. Petra in 20 cerkva sv. Petra in Pavla. Po cerkvah sv. Petra je nekaj naselij dobilo svoje ime: Petrova vas, Sveti Peter pri Piranu, Šempeter pri Gorici, Šempeter v Savinjski dolini. Tudi naselji Petrovče in Petrinje sta bili poimenovani po Petru.
- V zvezi z imenom Peter, zlasti svetopisemskim je nastalo več besed, izrazov ter frazeologemov. Beseda petróvka »pomeni hruška, ki dozori v začetku julija«; izraz Peter in Pavel pomeni »kdorkoli«; ne potrebujemo ne Petra ne Pavla

pa pomeni »ne potrebujemo nikogar«.
- Peter nastopa tudi v posmehuljah: npr. Peter, Peter, ma rit na veter ali pa: Ka je žàba tústa, Pétr jo pohrústa.